# Ema Ndoja
Ema Ndoja (* 27. März 1968 in Shkodra) ist eine albanische Filmschauspielerin. Sie ist seit Ende 2003 mit dem deutschen Politiker und Rechtsanwalt Rezzo Schlauch verheiratet.

## Filmografie
- 1985: Në prag të jetës
- 1986: Guri i besës
- 1987: Vrasje në gjueti
- 1988: Pranvera s’erdhi vetëm
- 1990: Fletë të bardha (Fernsehfilm)